# Ex-Girlfriend Club
Ex-Girlfriend Club (en hangul, 구여친클럽; romanización revisada, Guyeochinkeulreop) también conocida en español como El club de las ex novias, es una serie de televisión surcoreana de comedia romántica emitida durante 2015 y protagonizada por Song Ji Hyo, Byun Yo Han, Lee Yoon Ji, Jang Ji Eun y Ryu Hwa Young. Fue trasmitida por tvN desde el 8 de mayo hasta el 13 de junio de 2015, con una longitud de 12 episodios emitidos viernes y sábados a las 20:30 (KST). Originalmente la serie estaba planeada para 16 episodios, pero debido a la baja audiencia, se decidió acortar a 12.

## Argumento
Bang Myung Soo es un escritor popular de webtoons. Él decide escribir una serie de webtoon sobre sus relaciones pasadas, específicamente sus tres exnovias, que incluye una, divorciada más adulta, una mujer elegante y una afortunada que trabaja en una empresa de inversión, y una tercera, una actriz cabeza hueca. El webtoon revela un montón de detalles sobre la vida amorosa de él, y se convierte en un gran éxito. Posteriormente el webtoon es adaptada en una película.
Kim Soo Jin es un productora de cine que está dispuesto a hacer lo que sea para salvar su productora al borde de la quiebra. Debido a esto, ella acepta el encargo de producir una adaptación webtoon. Pero para su horror, Soo Jin se encuentra tardíamente que el artista webtoon, que es su exnovio Myung Soo y que está escribiendo acerca de sus exnovias. Y a medida que la película empieza a rodar, el proyecto también trae a las otras exnovias Myung Soo de nuevo en su vida, todas a la vez.

## Reparto

### Personajes principales
- Byun Yo-han como Bang Myung Soo.
- Song Ji-hyo como Kim Soo-jin.
- Lee Yoon-ji como Jang Hwa-young.[6]
- Ryu Hwa-young como Rara (Goo Geun-hyung).[7]
- Jang Ji Eun como Na Ji Ah.

### Personajes secundarios
- Jo Jung Chi como Choi Ji Hoon.
- Shin Dong-mi como Kim Soo-kyung.
- Kang Soo Jin como Song Eun Hye.
- Ji So Yun como Shim Joo Hee.
- Go Hyun como Lee Jin Bae.
- Do Sang-woo como Jo-geon.
- Kim Sa Kwon como Cha Young Jae.
- Jang Myeong Gap.

### Otros personajes
Apariciones especiales
- Lee Sun Min como Actor de cine.
- Chae Jung An como Baek Song Yi.
- Son Jong Hak como Kwak Eom Goo.
- Jang Won Young como Autor.

## Banda sonora
- Jannabi - «Tell The Truth».
- Soran - «Timeline».
- Lee Seol Ah - «The Roses Of Sharon Have Blossomed».
- Every Single Day - «Waltz For You».

## Emisión internacional
- Francia: Gong (2016).
- Hong Kong: TVB (2016) y TVB J2 (2016)
- Singapur: VV Drama (2015).